# Badizoblax cervinus
Badizoblax cervinus är en skalbaggsart som beskrevs av Thomson 1877. Badizoblax cervinus ingår i släktet Badizoblax och familjen Cetoniidae. Inga underarter finns listade.